# Dublin (Californië)
Dublin is een plaats in Alameda County in Californië in de Verenigde Staten.

## Geografie
De totale oppervlakte bedraagt 32,6 km² (12,6 mijl²) waarvan 32,6 km² (12,6 mi²) land is en 0.08% water is.

## Demografie
Volgens de census van 2000 bedroeg de bevolkingsdichtheid 919,2/km² (2381,3/mijl²) en bedroeg het totale bevolkingsaantal 29.973 als volgt onderverdeeld naar etniciteit:
- 63,37% blanken
- 10,09% zwarten of Afrikaanse Amerikanen
- 0,73% inheemse Amerikanen
- 10,35% Aziaten
- 0,32% mensen afkomstig van eilanden in de Grote Oceaan
- 5,26% andere
- 3,88% twee of meer rassen
- 13,54% Spaans of Latino

Er waren 9325 gezinnen en 6508 families in Dublin. De gemiddelde gezinsgrootte bedroeg 2,65.

## Plaatsen in de nabije omgeving
De onderstaande figuur toont nabijgelegen plaatsen in een straal van 16 km rond Dublin.